# Alex Junior Christian
Alex Junior Christian (5 de dezembro de 1993) é um futebolista haitiano que atua como zagueiro. Já jogou no Boavista.. Desde 2019 que joga no FC Ararat-Armenia.